# Diuranate d'ammonium
Le diuranate d'ammonium est un composé chimique de formule (NH4)2U2O7. C'est un solide de couleur jaune qui est produit au cours de la fabrication du yellowcake ainsi que dans celle du combustible nucléaire MOX.

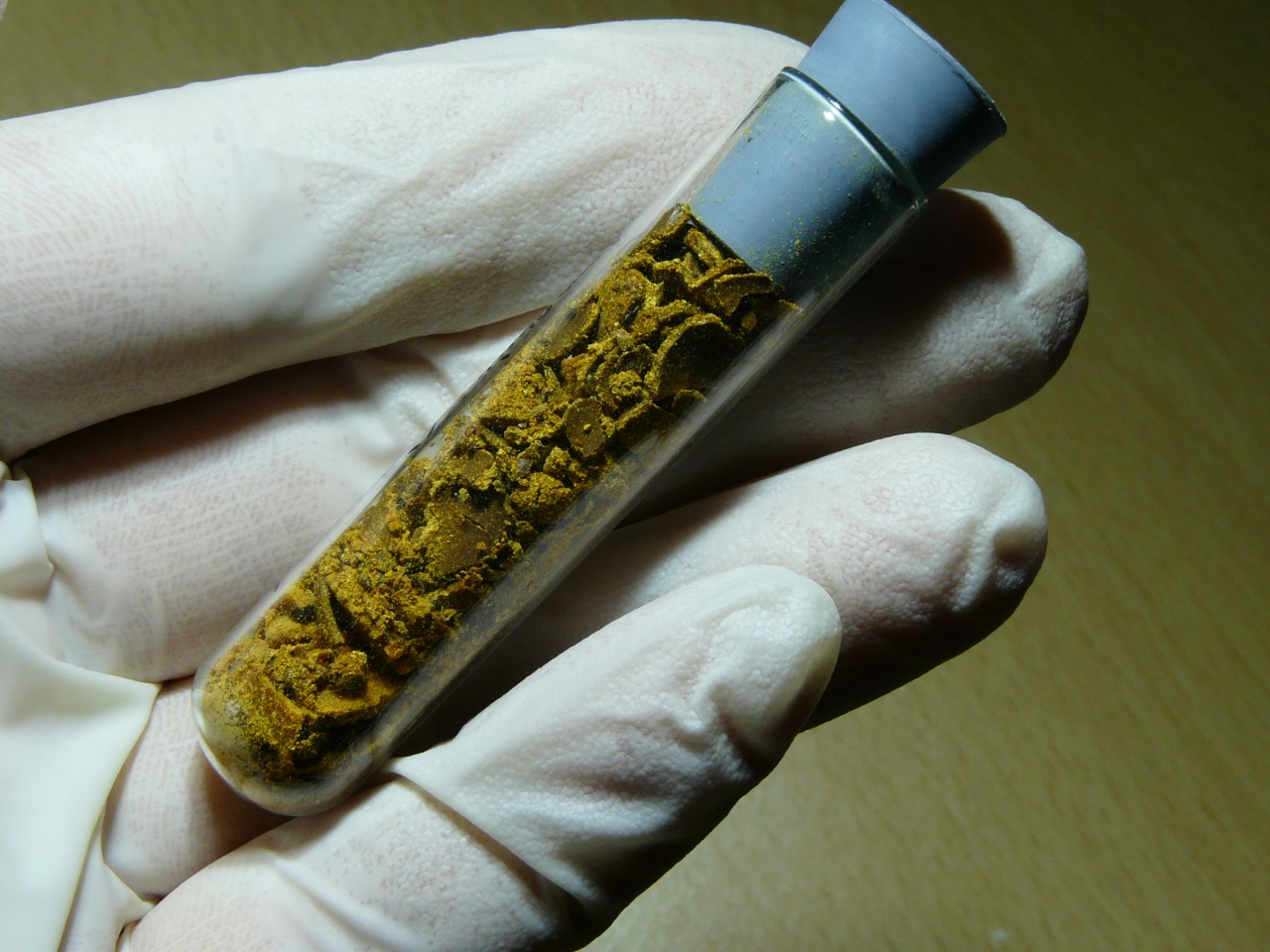
Diuranate d'ammonium

Il se forme par précipitation dans un solvant organique (kérozène) en ajoutant de l'hydroxyde d'ammonium NH4OH après extraction de l'uranium à l'aide d'une amine tertiaire. Ce précipité peut ensuite être converti en trioxyde d'uranium par calcination.